# شركة تلاد
شركة تلاد هي شركة إنتاج إسرائيلية. تشتهر الشركة في الغالب بكونها أحد أصحاب الامتياز الثلاثة الذين أداروا القناة التلفزيونية التجارية الإسرائيلية (القناة الثانية ) بين عامي 1993-2005.